# دالشتاین
دالشتاین (به فرانسوی: Dalstein) یک کمون در فرانسه است که در Canton of Bouzonville واقع شده‌است.

## خصوصیات
دالشتاین ۳٫۹۷ کیلومترمربع مساحت و ۲۲۳ نفر جمعیت دارد و ۲۳۴ متر بالاتر از سطح دریا واقع شده‌است.